# Linnaemya media
Linnaemya media là một loài ruồi trong họ Tachinidae.